# Ceroplastes depressus
Ceroplastes depressus är en insektsart som beskrevs av Cockerell 1893. Ceroplastes depressus ingår i släktet Ceroplastes och familjen skålsköldlöss. Inga underarter finns listade i Catalogue of Life.